# Saint-Maurice (Alta Marna)
Saint-Maurice è un comune francese di 128 abitanti situato nel dipartimento dell'Alta Marna nella regione del Grand Est.

## Società

### Evoluzione demografica
Abitanti censiti